# Gerichtsbezirk Arnfels
Der Gerichtsbezirk Arnfels war ein dem Bezirksgericht Arnfels unterstehender Gerichtsbezirk im Bundesland Steiermark. Der Gerichtsbezirk umfasste den südlichen Teil des politischen Bezirks Leibnitz und wurde 1976 dem Gerichtsbezirk Leibnitz zugeschlagen. 

## Geschichte
Der Gerichtsbezirk Arnfels wurde durch eine 1849 beschlossene Kundmachung der Landes-Gerichts-Einführungs-Kommission geschaffen und umfasste ursprünglich die sechs Gemeinden Arnfels, Gleinstätten, 
Kappel, Klein, Leutschach und St. Johann. Der Gerichtsbezirk Arnfels bildete im Zuge der Trennung der politischen von der judikativen Verwaltung ab 1868 gemeinsam mit den Gerichtsbezirken Leibnitz und Wildon den Bezirk Leibnitz.
Im Jahre 1910 umfasste der Gerichtsbezirk 229,01 km² und verkleinerte sich nach dem Ersten Weltkrieg auf 186,13 km², wobei der Gerichtsbezirk die Gemeinde Kappel zur Gänze sowie Teile der Ortschaft Glanz der Gemeinde Glanz und Teile der Ortschaften Großwalz, Remschnigg und Schloßberg der Gemeinde Schloßberg an das neugebildete Königreich Jugoslawien abtreten musste.
Nach dem Anschluss Österreichs 1939 wurde das Gericht in Amtsgericht Arnfels umbenannt und war nun dem Landgericht Graz nachgeordnet. 1945 erhielt es wieder den Namen Bezirksgericht.
Im Zuge der Zusammenlegung mehrerer Gerichtsbezirke wurde der Gerichtsbezirk Arnfels aufgelöst und per 1. Oktober 1976 mit dem Gerichtsbezirk Leibnitz verschmolzen.

## Gerichtssprengel
Der Gerichtssprengel umfasste zum Zeitpunkt seiner Auflösung die zehn Gemeinden Arnfels, Eichberg-Trautenburg, Glanz an der Weinstraße, Gleinstätten, Großklein, Leutschach, Oberhaag, Pistorf, Sankt Johann im Saggautal und Schloßberg.